# Mariannina Coffa

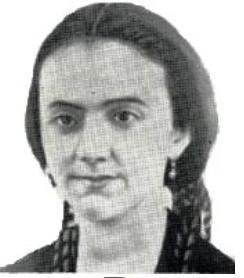
Mariannina Coffa, um 1870

Mariannina Coffa Caruso (* 30. September 1841 in Noto; † 6. Januar 1878 ebenda) war eine sizilianische Dichterin.

## Leben
Mariannina Coffa wurde 1841 als Tochter eines Anwalts in Noto im Königreich beider Sizilien geboren. Von ihrer Familie früh als Wunderkind verklärt, wurde sie als 12-Jährige in die Obhut des lokalen Priesters Corrado Sbano gegeben, der ihre literarischen Neigungen förderte und sie in der Verslehre unterwies. Als 14-Jährige veröffentlichte sie 1855 ihren ersten Gedichtband Poesie in differenti metri („Gedichte in unterschiedlichen Versmaßen“), 1859 folgten die Nuovi canti („Neue Gesänge“), die vier Jahre später in Turin nachgedruckt wurden.

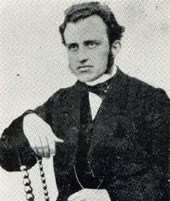
Coffas Geliebter Ascenso Mauceri, um 1865

1859 verliebte sich Coffa in ihren Musiklehrer Ascenso Mauceri. Ihre Eltern ließen die Romanze zunächst skeptisch zu, zwangen die Tochter aber im April 1860 – sie war zu diesem Zeitpunkt 18 Jahre alt – zur Heirat mit dem wohlhabenden Großgrundbesitzer Giorgio Morana, dem sie nach Ragusa folgen musste. In einem Brief machte sie ihrer Mutter später bittere Vorwürfe:

“Madre, mi avete venduta a 18 anni, la mattina di Pasqua del 1860, consegnandomi come agnello sacrificale ad un marito sconosciuto, per soggiacere alla crudele volontà paterna imponendomi di abbandonare il mio unico amore, benedetto da Dio!”

„Mutter, Sie haben mich mit 18 Jahren, am Morgen von Ostern 1860, verkauft, mich wie ein Opferlamm einem unbekannten Gatten ausgeliefert, um mich dem grausamen väterlichen Willen zu unterwerfen, und so gewzungen, meine einzige, von Gott gesegnete Liebe aufzugeben!“

Mit der unglücklichen Ehe zerschellten Coffas Träume von Dichterinnenruhm, da sie fortan in einem von bodenloser Ignoranz geprägten Umfeld vor allem ihren Pflichten als Mutter und Gattin nachzukommen hatte. Sie gebar fünf Kinder, von denen zwei früh verstarben, und wurde zunehmend kränklich. Insgeheim schrieb sie ihrem Geliebten Mauceri weiterhin, korrespondierte mit wichtigen Repräsentanten der sizilianischen Literatur wie Mario Rapisardi und dichtete.
Im Sommer 1875 zeigten sich erste Symptome einer Tumorerkrankung. Da Coffa den Lehren der Homöopathie anhing, verweigerte sie jeglichen chirurgischen Eingriff und begab sich zurück nach Noto in die Behandlung des homöopathischen Arztes Bonfanti, wo sie Anfang 1878 mit 36 Jahren starb.

## Werk
Mariannina Coffas Gedichte und Briefe wurden nie vollständig ediert. Ihre Jugendlyrik stand stark unter dem Einfluss ihres Mentors Sbano. Dem Zeitgeschmack entsprechend improvisierte sie die Gedichte nach vorgegebenen, zumeist religiösen Themen. Ihre späteren Werke waren freier und zunehmend melancholisch.

## Rezeption und Gedenken
Im deutschen Sprachraum ist Coffas Werk unbekannt. Die einzige deutschsprachige Reminiszenz findet sich im Jahre 1892: Nachdem Francesco Guardione 1885 vier Gedichte Coffas (A Maria Vergine Addolorata, O patria mia!, Amore und Ultimi versi) in seine Anthologie sizilianischer Lyrik aus dem 19. Jahrhundert aufnahm, äußerte sich ein Rezensent in der Allgemeinen Zeitung: „und allen solchen männlich kräftigen Dichtungen gegenüber tritt um so wirkungsvoller die wunderbar zarte weibliche Lyrik der Dichterin Mariannina Coffa-Caruso hervor“.

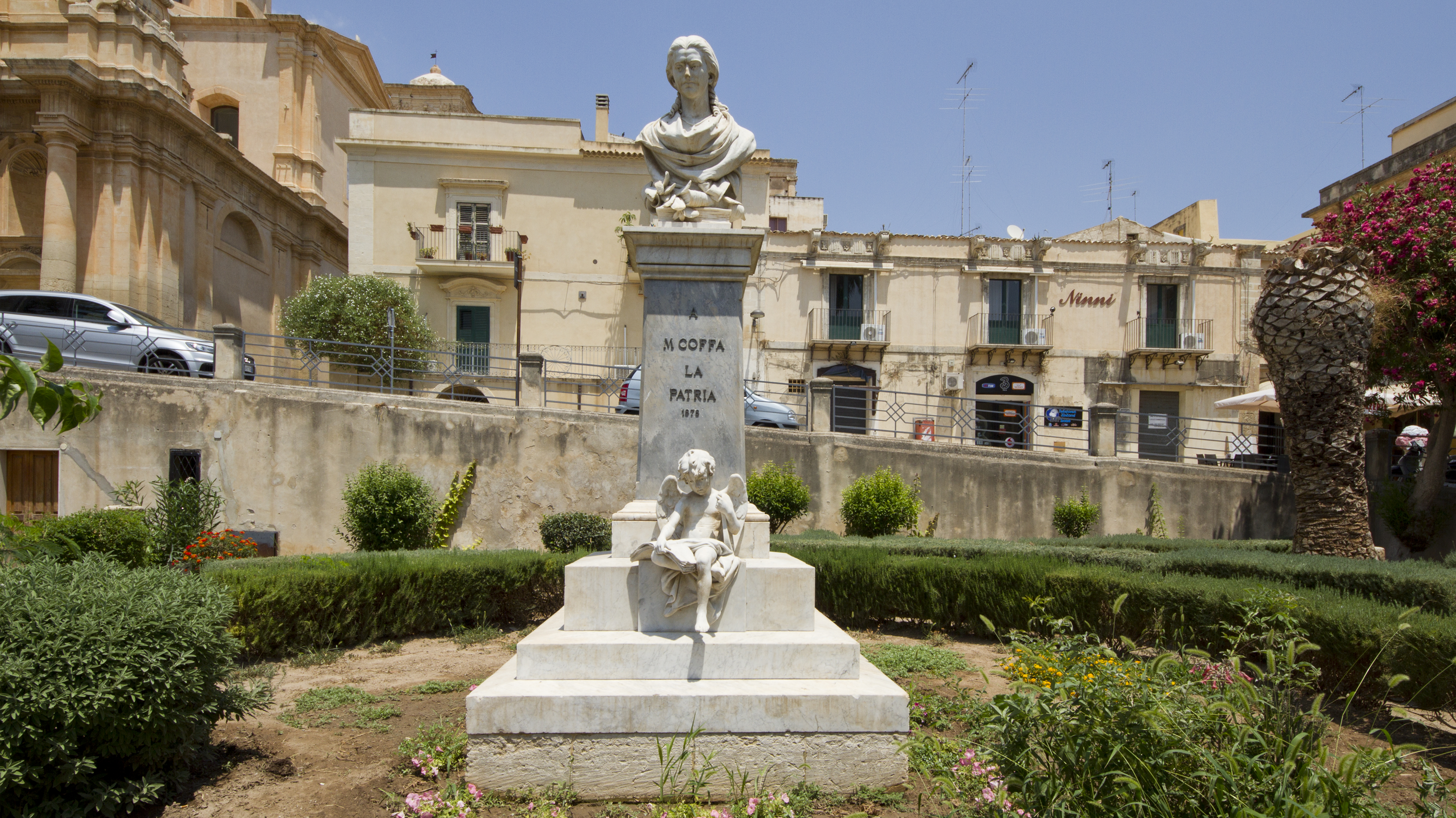
Denkmal für Mariannina Coffa in Noto

1896 wurde in Coffas Heimatstadt Noto ein Denkmal zu ihren Ehren errichtet. Auf dem dreistufigen Podest sitzt ein Genius mit einem Buch in seiner Rechten. Darüber erhebt sich ein Postament mit der Inschrift: „A / M COFFA / LA / PATRIA / 1878“ („Für M. Coffa, das Vaterland, 1878“). Bekrönt wird das Monument von einer Büste Coffas, die der einzigen bekannten Fotografie nachempfunden ist und auf blumengeschmückten Büchern ruht. Es handelt sich um das erste säkulare Frauendenkmal auf Sizilien und ist bis heute das einzige hiesige Denkmal, das einer Dichterin gewidmet ist. Neben Nossis, Vittoria Colonna, Ada Negri, Dina Ferri, Grazia Deledda und  Sibilla Aleramo gehört Coffa zudem zu den wenigen Schriftstellerinnen, die in Italien ein Denkmal haben.
In Ragusa ist eine Straße nach Coffa benannt (Via Mariannina Coffa).

## Werke

### Zeitgenössische Ausgaben
- Poesie in differenti metri. Syrakus 1855.
- Nuovi canti. Noto 1859. Turin 1863.
- Versi inediti. Palermo 1876.

### Posthume Ausgaben
- Ultimi versi. Palermo 1878.
- Un sogno. Versi inediti. Per cura di Giuseppe Conforti. Noto 1878.
- Poesie scelte. Noto 1882.
- Mariannina Coffa-Caruso. In: Francesco Guardione: Antologia poetica siciliana del secolo XIX. Palermo 1885, S. 320–328 (online).
- Lettere di Mariannina Coffa-Caruso a Mario Rapisardi. A cura di Carmelo Sgroi. In: Archivo storico per la Sicilia orientale. Band 7, 1931, S. 91–107.
- Lettere ad Ascenso. A cura di Gino Raya. Rom 1957.
- Poesie scelte. A cura di Biagio Iacono. Noto 1987.
- Scritti inediti e rari. A cura di Miriam Di Stefano. Noto 1996.